# Приставица (община Рогашка Слатина)
Вижте пояснителната страница за други значения на Приставица.
Приставица (на словенски: Pristavica) е село в Словения, Савински регион, община Рогашка Слатина. Според Националната статистическа служба на Република Словения през 2002 г. селото има 65 жители.